# Избори за предсједника Републике Српске 2018.
Избори за предсједника Републике Српске 2018. одржани су 7. октобра у склопу општих избора у БиХ. Централна изборна комисија је за ове изборе овјерила 37 кандидата, од којих су 16 кандидати странака и коалиција а 21 независни кандидати. Кандидат СНСД-а Жељка Цвијановић (званично само кандидат СНСД-а, али је имала подршку коалиционих партнера ДНС-а и СП-а) побиједила је кандидата опозиционе коалиције Савез за побједу Вукоту Говедарицу, предсједника Српске демократске странке.

## Резултати
Утврђени резултати на основу свих обрађених бирачких мјеста:
| Кандидат                   | Политички субјекат             | Број гласова | %      | Изабран / Није изабран |
| -------------------------- | ------------------------------ | ------------ | ------ | ---------------------- |
| Жељка Цвијановић           | СНСД                           | 319.699      | 47,04  | Предсједник            |
| Вукота Говедарица          | Савез за побједу               | 284.195      | 41,82  |                        |
| Рамиз Салкић               | Заједно за БиХ                 | 21.292       | 3,13   | Потпредсједник         |
| Ћамил Дураковић            | независни кандидат             | 10.299       | 1,52   |                        |
| Радомир Лукић              | Прва СДС                       | 6.021        | 0,89   |                        |
| Јосип Јерковић             | ХДЗ БиХ — ХСС — ХКДУ — ХСП-ХНС | 5.881        | 0,87   | Потпредсједник         |
| Дарко Матијашевић          | Српска напредна странка        | 4.346        | 0,64   |                        |
| Душко Кошпић               | независни кандидат             | 3.273        | 0,48   |                        |
| Садик Ахметовић            | Независни блок                 | 3.221        | 0,47   |                        |
| Остали (види табелу испод) | 28 кандидата                   | 21.374       | 3.14   |                        |
| Укупно важећи гласови      | Укупно важећи гласови          | 679.601      | 93,37% | -                      |
| Неважећи гласови           | Неважећи гласови               | 48.279       | 6,63%  | -                      |
| Излазност                  | Излазност                      | 727.880      | 57,69% | -                      |
| Извор: ЦИК                 |                                |              |        |                        |

| Кандидат (мање од 0,4% гласова) | Политички субјекат                   | Број гласова | %    |
| ------------------------------- | ------------------------------------ | ------------ | ---- |
| Јусуф Арифагић                  | Независна босанскохерцеговачка листа | 2.550        | 0,38 |
| Јозо Баришић                    | Хрватска странка БиХ                 | 2.379        | 0,35 |
| Адмир Чавка                     | СББ — Фахрудин Радончић              | 1.941        | 0,29 |
| Славко Секулић                  | независни кандидат                   | 1.120        | 0,16 |
| Гордана Кршић                   | независни кандидат                   | 1.111        | 0,16 |
| Дарко Милетић                   | независни кандидат                   | 1.109        | 0,16 |
| Војин Павловић                  | независни кандидат                   | 1.021        | 0,15 |
| Жељка Мићић                     | независни кандидат                   | 1.012        | 0,15 |
| Слободан Павловић               | независни кандидат                   | 887          | 0,13 |
| Александар Ђорић                | независни кандидат                   | 818          | 0,12 |
| Игор Матић                      | независни кандидат                   | 761          | 0,11 |
| Игор Гашевић                    | независни кандидат                   | 733          | 0,11 |
| Славко Драгичевић               | независни кандидат                   | 659          | 0,10 |
| Живко Кондић                    | Демократска странка инвалида БиХ     | 576          | 0,08 |
| Дарко Глишић                    | Унија социјалдемократа БХ            | 555          | 0,08 |
| Јован Стевановић                | независни кандидат                   | 525          | 0,08 |
| Петар Радић                     | независни кандидат                   | 464          | 0,07 |
| Игор Јовановић                  | независни кандидат                   | 405          | 0,06 |
| Драгица Јосиповић               | независни кандидат                   | 377          | 0,06 |
| Дејан Пејић                     | Либерална Странка ЛС БиХ             | 349          | 0,05 |
| Бурим Дећај                     | независни кандидат                   | 332          | 0,05 |
| Мухамед Витешкић                | независни кандидат                   | 322          | 0,05 |
| Неџад Делић                     | Демократска странка инвалида БиХ     | 320          | 0,05 |
| Иван Брелак                     | НС                                   | 244          | 0,04 |
| Обрад Лалић                     | независни кандидат                   | 240          | 0,04 |
| Драгомир Пандуревић             | независни кандидат                   | 230          | 0,03 |
| Николина Томшић                 | Савез за Стари град                  | 220          | 0,03 |
| Анђелко Мењић                   | независни кандидат                   | 114          | 0,02 |

## Статистика по општинама
Општине у којима је разлика између два водећа кандидата била унутар 1%:
- Котор Варош, Цвијановић +0,27% (27 гласова)
- Нови Град, Говедарица +0,46% (64 гласа)
- Ново Горажде, Цвијановић +0,56% (5 гласова)
- Источна Илиџа, Цвијановић +0,75% (70 гласова)
- Брод, Говедарица +0,86% (50 гласова)

Општине у којима су Цвијановић и Говедарица побиједили са највећом процентуалном разликом:
- Петровац, Цвијановић +71,01%
- Источни Дрвар, Цвијановић +57,80%
- Језеро, Цвијановић +38,66%
- Рибник, Цвијановић +37,57%
- Станари, Цвијановић +36,65%
- Источни Стари Град, Говедарица +38,44%
- Источни Мостар, Говедарица +26,08%
- Шамац, Говедарица +21,04%
- Гацко, Говедарица +15,75%
- Модрича, Говедарица +12,73%

Општине у којима су Цвијановић и Говедарица побиједили са највећом разликом у гласовима:
- Приједор, Цвијановић +5.715
- Зворник, Цвијановић +5.476
- Градишка, Цвијановић +4.090
- Требиње, Цвијановић +3.392
- Братунац, Цвијановић +2.469
- Бања Лука, Говедарица +8.580
- Бијељина, Говедарица +4.687
- Добој, Говедарица +3.124
- Модрича, Говедарица +1.563
- Шамац, Говедарица 1.494